# Rezerwat przyrody Rogen
Rezerwat przyrody Rogen (szw. Rogens naturreservat) – rezerwat przyrody położony w regionie Jämtland w Szwecji. Zaliczany do sieci obszarów Natura 2000 wyznaczanych w granicach Unii Europejskiej.
Teren rezerwatu skupia się wokół jeziora Rogen i jest częścią obszernej sieci obszarów chronionych, które zasięgiem wkraczają na terytorium Norwegii. Krajobraz jest zdominowany przez moreny typu Rogen, które swoją nazwę zawdzięczają temu obszarowi. Składa się z długich, krętych i niskich wzgórz, między którymi występują podłużne jeziora. Na terenie znajduje się wiele głazów narzutowych. Wokół niego mieszczą się fragmenty Gór Skandynawskich, o wysokości szczytów około 1 000 m n.p.m. Najwyższym okolicznym szczytem jest Brattriet, o wysokości 1 200 m n.p.m. Rzeźba terenu ukształtowała się podczas ostatniej epoki lodowej i jest określana jako „labiryntowa”.

## Fauna
Na obszarze występuje bogata fauna. Rezerwat zamieszkują wydry europejskie, rysie euroazjatyckie, niedźwiedzie brunatne czy rosomaki. Wśród ptaków obserwowano m.in. przedstawicieli orła przedniego, nura czarnoszyjego, myszołowa włochatego i rybołowa zwyczajnego. Wody licznych jezior obfitują w ryby (do połowu konieczne jest nabycie pozwolenia). Można tutaj spotkać takie gatunki jak pstrąg potokowy, miętus pospolity, lipień pospolity, szczupak pospolity oraz przedstawicieli rodzajów Salvelinus i Perca. Na terenie rezerwatu znajduje się cała szwedzka populacja żyjących na wolności piżmowołów. To małe stado, które w 2010 roku liczyło siedem osobników, pochodzi od zwierząt przemieszczonych do Norwegii z Grenlandii na początku dwudziestego wieku. W 1971 roku część z przesiedlonych piżmowołów przekroczyło granicę ze Szwecją. Odwiedzający zobligowani są zachować odległość minimum 100 m od zwierząt. Rezerwat jest także wykorzystywany jako miejsce wypasu reniferów.

## Flora
Flora jest mniej zróżnicowana. Dominują tutaj takie gatunki jak sosna zwyczajna, borówka brusznica oraz jaskrota wilcza.

## Historyczne miejsca
Na terenie rezerwatu znajdują się ślady dawnej aktywności ludzkiej. Można do nich zaliczyć doły do łapania reniferów o nieznanym wieku oraz szczątki osad i grobów datowane na epokę kamienia.